# 小行星3399
小行星3399（英語：3399 Kobzon）是一颗围绕太阳公转的小行星。1979年9月22日，尼古拉·切爾尼赫在克里米亚发现了此天体。
这颗小行星的绝对星等为354.14820等。